# Памела Курсон
Памела Сьюзен Курсон (англ. Pamela Susan Courson; 22 грудня 1946, Каліфорнія — 25 квітня 1974, Лос-Анджелес) — подруга і муза Джима Моррісона, лідера групи The Doors.

## Біографічні відомості
Памела Курсон народилася 22 грудня 1946 року в містечку Уід, штат Каліфорнія. Закінчивши школу в 1965 році, переїхала в Лос-Анджелес, де стала студенткою Los Angeles City College і познайомилася з музикантами The Doors.
Померла 25 квітня 1974 року у Лос-Анджелесі від передозування героїну, через три роки після смерті Моррісона. Її виявили мертвою на дивані у вітальні її квартири в Лос-Анджелесі, яку вона знімала разом з двома друзями.
Памела — єдина людина, яка бачила Джима Моррісона мертвим, що породило чутки про вбивство або інсценування смерті співака. Їй же він заповів все майно, включаючи права на використання його творів.
Після смерті Джима і Памели її батьки зверталися до суду з тим, щоб їх відносини визнали фактичним шлюбом. Памелу поховали під ім'ям "Памели Сюзен Моррісон".
Курсон присвячені багато вірші і деякі пісні Моррісона, наприклад, «My Eyes Have Seen You», «Blue Sunday», «Indian Summer», «LA Woman »,«Love Street»,«Orange County Suite»,«Queen of the Highway»,«We Could Be So Good Together»,«Wild Child».